# Cadeguala albopilosa
Cadeguala albopilosa là một loài Hymenoptera trong họ Colletidae. Loài này được Spinola mô tả khoa học năm 1851.